# ТЕС Wiliam Arjona
ТЕС Wiliam Arjona – теплова електростанція на півдні Бразилії у штаті Мату-Гросу-ду-Сул. 
Станцію ввели в експлуатацію у 1999 році. Первісно вона мала дві встановлені на роботу у відкритому циклі газові турбіни потужністю по 40 МВт. В 2001-му додали третю турбіну потужністю 40 МВт, а в підсумку ТЕС отримала п’ять газових турбін загальною потужністю 206,35 МВт.  
ТЕС розрахована на споживання природного газу, який надходить з Болівії по газопроводу Gasbol. При роботі на повній потужності станція потребує 1,2 млн м3 блакитного палива на добу. Перебої з його поставками могли призводити до тривалих простоїв станції, так, станом на літо 2019-го вона вже не працювала два роки. В 2020-му попередній власник – французька компанія Engie – продав ТЕС компанії Delta Geração, яка анонсувала відновлення роботи у другій половині того ж року.
Видача продукції відбувається по ЛЕП, розрахованій на роботу під напругою 230 кВ.